# Medaliści igrzysk olimpijskich w biegach narciarskich

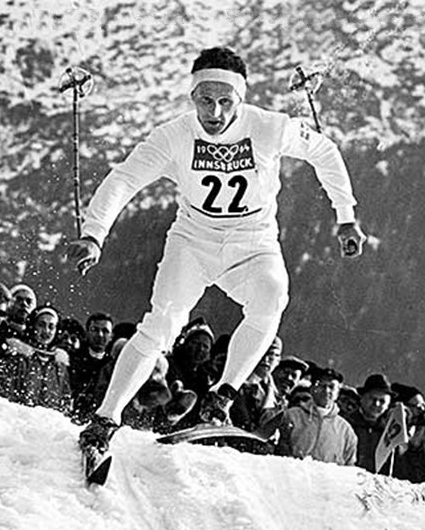
Sixten Jernberg, dziewięciokrotny medalista olimpijski w biegach narciarskich

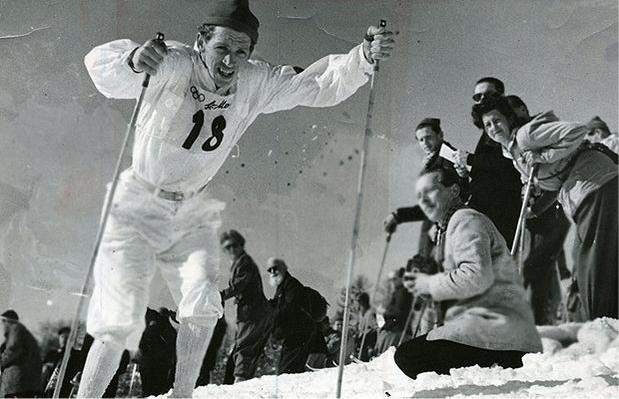
Martin Lundström, trzykrotny medalista igrzysk olimpijskich w biegach narciarskich

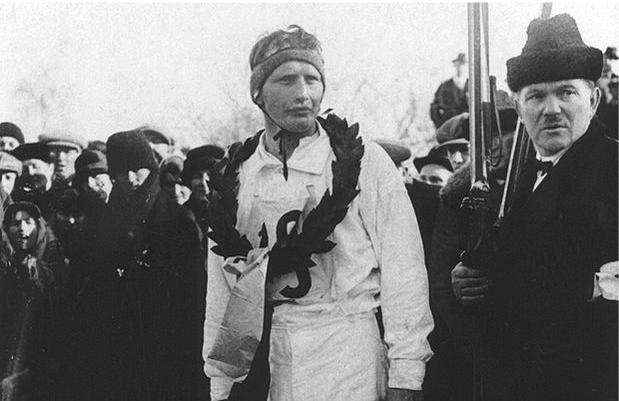
Per-Erik Hedlund, mistrz olimpijski z 1928 roku

Medaliści igrzysk olimpijskich w biegach narciarskich – lista zawodników, którzy przynajmniej raz w karierze zdobyli medal w zawodach olimpijskich w biegach narciarskich mężczyzn.
Jedną z dyscyplin olimpijskich wchodzących w skład narciarstwa klasycznego są, obok skoków narciarskich i kombinacji norweskiej, biegi narciarskie. Zawody mężczyzn w tej dyscyplinie w ramach zimowych igrzysk olimpijskich rozgrywane są od 1924 roku. Do 1932 roku w kalendarzu igrzysk znajdowały się dwie konkurencje biegowe – bieg techniką klasyczną na 18 oraz na 50 km. W 1936 roku po raz pierwszy w ramach igrzysk olimpijskich rozegrano bieg sztafetowy 4 × 15 km. W 1956 roku zmieniono dystans krótszego z biegów, z 18 na 15 km i dodatkowo do konkurencji olimpijskich włączono bieg na 30 km. W latach 1992–1998 nie rozegrano biegu na 15 km, zastępując go dystansem o 5 km krótszym oraz biegiem pościgowym 10+15 km. Podczas Zimowych Igrzysk Olimpijskich 2002 w Salt Lake City ponownie rozegrano bieg na 15 km, a zamiast dotychczasowych biegów na 10 km i biegu pościgowego, po raz pierwszy przeprowadzono konkurencję łączoną 2 × 10 km, którą w kolejnych igrzyskach zastąpiono dystansem 2 × 15 km. Jednocześnie w 2002 roku w kalendarzu igrzysk po raz pierwszy znalazł się sprint indywidualny, a cztery lata później w Turynie także sprint drużynowy.
Najwięcej medali olimpijskich w biegach narciarskich – 78 (w tym 34 złote, 18 srebrnych i 16 brązowych) zdobyli zawodnicy reprezentujący Norwegię. Na kolejnych miejscach klasyfikacji medalowej znajdują się: reprezentanci Szwecji (58 medali, w tym 23 złote, 15 srebrnych i 20 brązowych), Finlandii (45 medali, w tym 13 złotych, 13 srebrnych i 19 brązowych) oraz Związku Socjalistycznych Republik Radzieckich (31 medali, w tym 11 złotych, 8 srebrnych i 12 brązowych).
Zawodnikiem, który najwięcej razy stawał na podium zawodów olimpijskich, jest Norweg Bjørn Dæhlie, który wywalczył łącznie 12 medali, w tym 8 złotych i 4 srebrne. Drugim zawodnikiem pod względem liczby medali jest Sixten Jernberg, który dziewięciokrotnie wywalczył medal olimpijski (4 złote medale, 3 srebrne i 2 brązowe). Pięciokrotnie złote medale zdobył Thomas Alsgaard.
W biegach sztafetowych najwięcej, sześć tytułów mistrzów olimpijskich zdobyli Szwedzi, pięć tytułów zdobyli Norwegowie, a cztery Finowie. Spośród wszystkich krajów największą liczbę medali w sztafetach zdobyła Norwegia – 14.
Ośmiokrotnie zdarzyło się, że całe podium olimpijskie zajęli biegacze z tego samego kraju. Po raz pierwszy miało to miejsce w 1924 roku, kiedy w biegu na 50 km wszystkie medale zdobyli Norwegowie – Thorleif Haug, Thoralf Strømstad i Johan Grøttumsbråten. Cztery lata później w biegu na 18 km ponownie całe podium należało do Norwegów, tym razem byli to jednak Johan Grøttumsbråten, Ole Hegge i Reidar Ødegaard. W trakcie tych samych igrzysk w biegu na 50 km wszystkie miejsca premiowane medalami zajęli natomiast Szwedzi – Per-Erik Hedlund, Gustaf Jonsson i Volger Andersson. W 1936 i 1948 roku ponownie na całym podium stanęli zawodnicy szwedzcy. W Garmisch-Partenkirchen w biegu na 50 km byli to: Elis Wiklund, Axel Wikström i Nils-Joel Englund, a w Sankt Moritz w biegu na 18 km: Martin Lundström, Nils Östensson i Gunnar Eriksson. W 1992 roku wszystkie medale w biegu na 30 km zdobyli biegacze z Norwegii – Vegard Ulvang, Bjørn Dæhlie i Terje Langli. W 2014 roku na trzech pozycjach medalowych w biegu na 50 km zostali sklasyfikowani biegacze rosyjscy – Aleksandr Legkow, Maksim Wylegżanin i Ilja Czernousow. W 2018 roku wszystkie miejsca na podium w biegu łączonym mężczyzn zajęli Norwegowie – Simen Hegstad Krüger, Martin Johnsrud Sundby i Hans Christer Holund.
Jeden raz w historii biegów narciarskich mężczyzn na igrzyskach olimpijskich zdarzyło się, że złoty medal w tej samej konkurencji zdobyło ex aequo dwóch zawodników. Dokonali tego Thomas Alsgaard i Frode Estil, którzy w biegu łączonym 2 × 10 km w Salt Lake City dobiegli na metę na drugiej pozycji i za sprawą dyskwalifikacji pierwszego Johanna Mühlegga ostatecznie zdobyli złote medale olimpijskie.
W haśle przedstawieni zostali medaliści igrzysk olimpijskich w biegach narciarskich, czyli biegacze, którzy przynajmniej raz w karierze stanęli na podium zawodów olimpijskich mężczyzn. W tabelach nie zostały natomiast wymienione medalistki zawodów kobiecych.

## Medaliści chronologicznie

### Sprint indywidualny
W 2002 roku po raz pierwszy rozegrano konkurencję sprinterską w ramach zimowych igrzysk olimpijskich. Podczas tych igrzysk długość trasy liczyła 1,5 kilometra, które zawodnicy musieli pokonać techniką dowolną. Cztery lata później dystans był o 200 m krótszy, a technika nie uległa zmianie. W 2010 roku dystans ponownie wynosił 1,5 kilometra, jednak biegacze musieli go pokonać stylem klasycznym. Na kolejnych igrzyskach sprint przeprowadzono ponownie techniką dowolną, cztery lata później ponownie klasyczną, a na następnych igrzyskach ponownie dowolną. Poniżej znajduje się zestawienie medalistów olimpijskich w sprincie mężczyzn.
| Rok i miejsce        |          | Złoto                  |         | Srebro                |          | Brąz                  | Źr.   |
| -------------------- | -------- | ---------------------- | ------- | --------------------- | -------- | --------------------- | ----- |
| 2002, Salt Lake City | Norwegia | Tor Arne Hetland       | Niemcy  | Peter Schlickenrieder | Włochy   | Cristian Zorzi        | [ 2 ] |
| 2006, Turyn          | Szwecja  | Björn Lind             | Francja | Roddy Darragon        | Szwecja  | Thobias Fredriksson   | [ 3 ] |
| 2010, Vancouver      | Rosja    | Nikita Kriukow         | Rosja   | Aleksandr Panżynski   | Norwegia | Petter Northug        | [ 4 ] |
| 2014, Soczi          | Norwegia | Ola Vigen Hattestad    | Szwecja | Teodor Peterson       | Szwecja  | Emil Jönsson          | [ 5 ] |
| 2018, Pjongczang     | Norwegia | Johannes Høsflot Klæbo | Włochy  | Federico Pellegrino   |          | Aleksandr Bolszunow   | [ 6 ] |
| 2022, Pekin          | Norwegia | Johannes Høsflot Klæbo | Włochy  | Federico Pellegrino   |          | Aleksandr Tierientjew | [ 7 ] |

### Sprint drużynowy
W 2006 roku poza sprintem indywidualnym rozegrano także sprint drużynowy. Każda drużyna startująca w tej konkurencji składa się z dwóch zawodników, którzy na przemian pokonują część trasy. W 2006 roku trasa liczyła 6 okrążeń po 1,3 kilometra (po 3 okrążenia na jednego zawodnika), a cztery lata później – 6 okrążeń po 1,6 kilometra. W obu przypadkach sprint odbywał się techniką dowolną. W 2014 roku okrążenia liczyły po 1,8 kilometra, a bieg odbywał się techniką klasyczną. Poniżej znajduje się lista medalistów poszczególnych biegów.
Na igrzyskach w 2014 roku w Soczi srebrny medal zdobyli reprezentanci Rosji – Maksim Wylegżanin i Nikita Kriukow. Po igrzyskach u Wylegżanina wykryto jednak stosowanie niedozwolonych środków dopingujących, co skutkowało dyskwalifikacją rosyjskiej sztafety. Drugie miejsce pozostawiono nieobsadzone. Decyzję uchylił w lutym 2018 roku Sportowy Sąd Arbitrażowy i Rosjanie odzyskali zdobyty medal.
| Rok i miejsce    | Złoto                                                  | Srebro                                                         | Brąz                                     | Źr.                 |
| ---------------- | ------------------------------------------------------ | -------------------------------------------------------------- | ---------------------------------------- | ------------------- |
| 2006, Turyn      | Szwecja Thobias Fredriksson Björn Lind                 | Norwegia Jens Arne Svartedal Tor Arne Hetland                  | Rosja Iwan Ałypow Wasilij Roczew         | [ 12 ]              |
| 2010, Vancouver  | Norwegia Petter Northug Øystein Pettersen              | Niemcy Axel Teichmann Tim Tscharnke                            | Rosja Nikołaj Moriłow Aleksiej Pietuchow | [ 13 ]              |
| 2014, Soczi      | Finlandia Iivo Niskanen Sami Jauhojärvi                | Rosja Nikita Kriukow Maksim Wylegżanin                         | Szwecja Emil Jönsson Teodor Peterson     | [ 9 ] [ 10 ] [ 11 ] |
| 2018, Pjongczang | Norwegia Martin Johnsrud Sundby Johannes Høsflot Klæbo | Olimpijscy sportowcy z Rosji Dienis Spicow Aleksandr Bolszunow | Francja Maurice Manificat Richard Jouve  | [ 14 ]              |

### Bieg na 10 km
Bieg na 10 kilometrów w ramach zimowych igrzysk olimpijskich rozegrano trzy razy, w latach 1992–1998. Za każdym razem był to bieg techniką klasyczną. Dwa złote medale w tej konkurencji zdobył Bjørn Dæhlie. Poniżej znajdują się medaliści wszystkich biegów.
| Rok i miejsce     |          | Złoto         |            | Srebro           |           | Brąz             | Źr.    |
| ----------------- | -------- | ------------- | ---------- | ---------------- | --------- | ---------------- | ------ |
| 1992, Albertville | Norwegia | Vegard Ulvang | Włochy     | Marco Albarello  | Szwecja   | Christer Majbäck | [ 16 ] |
| 1994, Lillehammer | Norwegia | Bjørn Dæhlie  | Kazachstan | Władimir Smirnow | Włochy    | Marco Albarello  | [ 17 ] |
| 1998, Nagano      | Norwegia | Bjørn Dæhlie  | Austria    | Markus Gandler   | Finlandia | Mika Myllylä     | [ 18 ] |

### Bieg na 15 km
Nieprzerwanie od 1956 roku w kalendarzu zimowych igrzysk olimpijskich znajduje się bieg na 15 kilometrów mężczyzn. W latach 1956–1988, 2002–2006 oraz 2014 rozgrywano go techniką klasyczną, w latach 1992–1998, w 2010 i 2018 był to bieg techniką dowolną. Krajem, który zdobył najwięcej medali w tej konkurencji, jest Norwegia, która wywalczyła łącznie dziewięć medali, w tym trzy złote. Poniższa tabela przedstawia wszystkich medalistów z lat 1956–2022.
| Rok i miejsce           |           | Złoto                |           | Srebro                  |           | Brąz                   | Źr.    |
| ----------------------- | --------- | -------------------- | --------- | ----------------------- | --------- | ---------------------- | ------ |
| 1956, Cortina d’Ampezzo | Norwegia  | Hallgeir Brenden     | Szwecja   | Sixten Jernberg         |           | Pawieł Kołczin         | [ 20 ] |
| 1960, Squaw Valley      | Norwegia  | Håkon Brusveen       | Szwecja   | Sixten Jernberg         | Finlandia | Veikko Hakulinen       | [ 21 ] |
| 1964, Innsbruck         | Finlandia | Eero Mäntyranta      | Norwegia  | Harald Grønningen       | Szwecja   | Sixten Jernberg        | [ 22 ] |
| 1968, Grenoble          | Norwegia  | Harald Grønningen    | Finlandia | Eero Mäntyranta         | Szwecja   | Gunnar Larsson         | [ 23 ] |
| 1972, Sapporo           | Szwecja   | Sven-Åke Lundbäck    |           | Fiodor Simaszow         | Norwegia  | Ivar Formo             | [ 24 ] |
| 1976, Innsbruck         |           | Nikołaj Bażukow      |           | Jewgenij Bielajew       | Finlandia | Arto Koivisto          | [ 25 ] |
| 1980, Lake Placid       | Szwecja   | Thomas Wassberg      | Finlandia | Juha Mieto              | Norwegia  | Ove Aunli              | [ 26 ] |
| 1984, Sarajewo          | Szwecja   | Gunde Svan           | Finlandia | Aki Karvonen            | Finlandia | Harri Kirvesniemi      | [ 27 ] |
| 1988, Calgary           |           | Michaił Diewiatjarow | Norwegia  | Pål Gunnar Mikkelsplass |           | Władimir Smirnow       | [ 28 ] |
| 2002, Salt Lake City    | Estonia   | Andrus Veerpalu      | Norwegia  | Frode Estil             | Estonia   | Jaak Mae               | [ 29 ] |
| 2006, Turyn             | Estonia   | Andrus Veerpalu      | Czechy    | Lukáš Bauer             | Niemcy    | Tobias Angerer         | [ 30 ] |
| 2010, Vancouver         |           | Dario Cologna        | Włochy    | Pietro Piller Cottrer   | Czechy    | Lukáš Bauer            | [ 31 ] |
| 2014, Soczi             |           | Dario Cologna        | Szwecja   | Johan Olsson            | Szwecja   | Daniel Richardsson     | [ 32 ] |
| 2018, Pjongczang        |           | Dario Cologna        | Norwegia  | Simen Hegstad Krüger    |           | Dienis Spicow          | [ 33 ] |
| 2022, Pekin             | Finlandia | Iivo Niskanen        |           | Aleksandr Bolszunow     | Norwegia  | Johannes Høsflot Klæbo | [ 34 ] |

### Bieg na 18 km
W latach 1924–1952 przeprowadzany był bieg mężczyzn na 18 kilometrów techniką klasyczną. Wszystkie medale w tej konkurencji zdobyli reprezentanci Norwegii, Szwecji i Finlandii, przy czym najwięcej, siedem, wywalczyli Norwegowie. W tabeli ukazani zostali wszyscy medaliści biegu na 18 kilometrów.
| Rok i miejsce                |          | Złoto                |           | Srebro               |           | Brąz            | Źr.    |
| ---------------------------- | -------- | -------------------- | --------- | -------------------- | --------- | --------------- | ------ |
| 1924, Chamonix               | Norwegia | Thorleif Haug        | Norwegia  | Johan Grøttumsbråten | Finlandia | Tapani Niku     | [ 36 ] |
| 1928, Sankt Moritz           | Norwegia | Johan Grøttumsbråten | Norwegia  | Ole Hegge            | Norwegia  | Reidar Ødegaard | [ 37 ] |
| 1932, Lake Placid            | Szwecja  | Sven Utterström      | Szwecja   | Axel Wikström        | Finlandia | Veli Saarinen   | [ 38 ] |
| 1936, Garmisch-Partenkirchen | Szwecja  | Erik Larsson         | Norwegia  | Oddbjørn Hagen       | Finlandia | Pekka Niemi     | [ 39 ] |
| 1948, Sankt Moritz           | Szwecja  | Martin Lundström     | Szwecja   | Nils Östensson       | Szwecja   | Gunnar Eriksson | [ 40 ] |
| 1952, Oslo                   | Norwegia | Hallgeir Brenden     | Finlandia | Tapio Mäkelä         | Finlandia | Paavo Lonkila   | [ 41 ] |

### Biegi łączone i pościgowe
W latach 1992–1998 w ramach igrzysk olimpijskich rozegrano bieg pościgowy na 25 kilometrów. Najpierw przeprowadzony był bieg na 10 kilometrów techniką klasyczną, za który przyznane zostały medale olimpijskie. Kilka dni później zawodnicy w odwrotnej kolejności do miejsc zajętych w biegu na 10 km, wystartowali w biegu na 15 km techniką dowolną. Taki sposób przeprowadzania biegu pościgowego dotyczył igrzysk w 1992, 1994 i 1998 roku. Medale w tej konkurencji zdobyli biegacze z Norwegii, Kazachstanu i Włoch. We wszystkich trzech igrzyskach medal w tej konkurencji wywalczył Bjørn Dæhlie.
Podczas Zimowych Igrzysk Olimpijskich 2002 w Salt Lake City po raz pierwszy i jedyny rozegrano bieg łączony 2 × 10 km. Początkowo konkurencję wygrał reprezentujący Hiszpanię, Johann Mühlegg, jednak kontrola antydopingowa wykazała obecność w jego krwi darbepoetyny alfa, co spowodowało dyskwalifikację zawodnika i utratę medalu.
Od 2006 roku w kalendarzu zimowych igrzysk olimpijskich zamiast biegu na 30 kilometrów wprowadzony został bieg łączony – 15 km techniką klasyczną + 15 km techniką dowolną. Bieg ten rozegrano także w 2010, 2014, 2018 i 2022 roku. Poniżej znajduje się zestawienie medalistów wszystkich tych biegów.
| Rok i miejsce        |          | Złoto                 |            | Srebro                 |            | Brąz                   | Źr.    |
| -------------------- | -------- | --------------------- | ---------- | ---------------------- | ---------- | ---------------------- | ------ |
| 1992, Albertville    | Norwegia | Bjørn Dæhlie          | Norwegia   | Vegard Ulvang          | Włochy     | Giorgio Vanzetta       | [ 42 ] |
| 1994, Lillehammer    | Norwegia | Bjørn Dæhlie          | Kazachstan | Władimir Smirnow       | Włochy     | Silvio Fauner          | [ 43 ] |
| 1998, Nagano         | Norwegia | Thomas Alsgaard       | Norwegia   | Bjørn Dæhlie           | Kazachstan | Władimir Smirnow       | [ 44 ] |
| 2002, Salt Lake City | Norwegia | Thomas Alsgaard       | –          | –                      | Szwecja    | Per Elofsson           | [ 48 ] |
| 2002, Salt Lake City | Norwegia | Frode Estil           | –          | –                      | Szwecja    | Per Elofsson           | [ 48 ] |
| 2006, Turyn          | Rosja    | Jewgienij Diemientjew | Norwegia   | Frode Estil            | Włochy     | Pietro Piller Cottrer  | [ 49 ] |
| 2010, Vancouver      | Szwecja  | Marcus Hellner        | Niemcy     | Tobias Angerer         | Szwecja    | Johan Olsson           | [ 50 ] |
| 2014, Soczi          |          | Dario Cologna         | Szwecja    | Marcus Hellner         | Norwegia   | Martin Johnsrud Sundby | [ 51 ] |
| 2018, Pjongczang     | Norwegia | Simen Hegstad Krüger  | Norwegia   | Martin Johnsrud Sundby | Norwegia   | Hans Christer Holund   | [ 52 ] |
| 2022, Pekin          |          | Aleksandr Bolszunow   |            | Dienis Spicow          | Finlandia  | Iivo Niskanen          | [ 53 ] |

### Bieg na 30 km
Bieg na 30 kilometrów mężczyzn rozgrywany był w latach 1956–2002. Od 1956 do 1992 oraz w 1998 roku przeprowadzano go techniką klasyczną, w 1994 roku techniką dowolną, a w 2002 roku był to bieg masowy rozgrywany stylem dowolnym. Jako pierwszy na metę biegu w 2002 roku dotarł reprezentant Hiszpanii, Johann Mühlegg, jednak w jego organizmie wykryto doping, co pozbawiło go medalu. Poniższa tabela przedstawia medalistów wszystkich rozegranych biegów.
| Rok i miejsce           |           | Złoto                |                   | Srebro             |           | Brąz              | Źr.    |
| ----------------------- | --------- | -------------------- | ----------------- | ------------------ | --------- | ----------------- | ------ |
| 1956, Cortina d’Ampezzo | Finlandia | Veikko Hakulinen     | Szwecja           | Sixten Jernberg    |           | Pawieł Kołczin    | [ 55 ] |
| 1960, Squaw Valley      | Szwecja   | Sixten Jernberg      | Szwecja           | Rolf Rämgård       |           | Nikołaj Anikin    | [ 56 ] |
| 1964, Innsbruck         | Finlandia | Eero Mäntyranta      | Norwegia          | Harald Grønningen  |           | Igor Woronczichin | [ 57 ] |
| 1968, Grenoble          | Włochy    | Franco Nones         | Norwegia          | Odd Martinsen      | Finlandia | Eero Mäntyranta   | [ 58 ] |
| 1972, Sapporo           |           | Wiaczesław Wiedienin | Norwegia          | Pål Tyldum         | Norwegia  | Johannes Harviken | [ 59 ] |
| 1976, Innsbruck         |           | Siergiej Sawieljew   | Stany Zjednoczone | Bill Koch          |           | Iwan Garanin      | [ 60 ] |
| 1980, Lake Placid       |           | Nikołaj Zimiatow     |                   | Wasilij Roczew     |           | Iwan Lebanow      | [ 61 ] |
| 1984, Sarajewo          |           | Nikołaj Zimiatow     |                   | Aleksandr Zawjałow | Szwecja   | Gunde Svan        | [ 62 ] |
| 1988, Calgary           |           | Aleksiej Prokurorow  |                   | Władimir Smirnow   | Norwegia  | Vegard Ulvang     | [ 63 ] |
| 1992, Albertville       | Norwegia  | Vegard Ulvang        | Norwegia          | Bjørn Dæhlie       | Norwegia  | Terje Langli      | [ 64 ] |
| 1994, Lillehammer       | Norwegia  | Thomas Alsgaard      | Norwegia          | Bjørn Dæhlie       | Finlandia | Mika Myllylä      | [ 65 ] |
| 1998, Nagano            | Finlandia | Mika Myllylä         | Norwegia          | Erling Jevne       | Włochy    | Silvio Fauner     | [ 66 ] |
| 2002, Salt Lake City    | Austria   | Christian Hoffmann   | Austria           | Michaił Botwinow   | Norwegia  | Kristen Skjeldal  | [ 67 ] |

### Sztafeta
Rywalizacja męskich sztafet 4 × 10 kilometrów przeprowadzana jest od Zimowych Igrzysk Olimpijskich 1936. Najwięcej medali – 15 – zdobyła sztafeta norweska (5 złotych, 9 srebrnych, 1 brązowy), natomiast najwięcej tytułów mistrza olimpijskiego – 6 – zdobyła sztafeta szwedzka. Poniżej znajduje się lista wszystkich ekip, które zdobyły medale igrzysk olimpijskich w sztafecie mężczyzn.
Na igrzyskach w Soczi w 2014 roku srebrny medal w sztafecie mężczyzn zdobyła początkowo reprezentacja Rosji w składzie: Dmitrij Japarow, Aleksandr Biessmiertnych, Aleksandr Legkow i Maksim Wylegżanin. Po igrzyskach u dwóch spośród nich – Legkowa i Wylegżanina – stwierdzono stosowanie dopingu, w efekcie czego Rosja została zdyskwalifikowana, a drugie miejsce pozostało nieobsadzone. Dyskwalifikację w lutym 2018 roku uchylił Sportowy Sąd Arbitrażowy, dzięki czemu Rosjanie odzyskali zdobyty medal.
| Rok i miejsce                | Złoto                                                                                               | Srebro                                                                                            | Brąz                                                                                | Źr.                         |
| ---------------------------- | --------------------------------------------------------------------------------------------------- | ------------------------------------------------------------------------------------------------- | ----------------------------------------------------------------------------------- | --------------------------- |
| 1936, Garmisch-Partenkirchen | Finlandia Sulo Nurmela Klaes Karppinen Matti Lähde Kalle Jalkanen                                   | Norwegia Oddbjørn Hagen Olaf Hoffsbakken Sverre Brodahl Bjarne Iversen                            | Szwecja John Berger Erik Larsson Arthur Häggblad Martin Matsbo                      | [ 70 ]                      |
| 1948, Sankt Moritz           | Szwecja Nils Östensson Nils Täpp Gunnar Eriksson Martin Lundström                                   | Finlandia Lauri Silvennoinen Teuvo Laukkanen Sauli Rytky August Kiuru                             | Norwegia Erling Evensen Olav Økern Reidar Nyborg Olav Hagen                         | [ 71 ]                      |
| 1952, Oslo                   | Finlandia Heikki Hasu Paavo Lonkila Urpo Korhonen Tapio Mäkelä                                      | Norwegia Magnar Estenstad Mikal Kirkholt Martin Stokken Hallgeir Brenden                          | Szwecja Nils Täpp Sigurd Andersson Enar Josefsson Martin Lundström                  | [ 72 ]                      |
| 1956, Cortina d’Ampezzo      | ZSRR Fiodor Tierientjew Pawieł Kołczin Nikołaj Anikin Władimir Kuzin                                | Finlandia August Kiuru Jorma Kortelainen Arvo Viitanen Veikko Hakulinen                           | Szwecja Lennart Larsson Gunnar Samuelsson Per-Erik Larsson Sixten Jernberg          | [ 73 ]                      |
| 1960, Squaw Valley           | Finlandia Toimi Alatalo Eero Mäntyranta Väinö Huhtala Veikko Hakulinen                              | Norwegia Harald Grønningen Hallgeir Brenden Einar Østby Håkon Brusveen                            | ZSRR Anatolij Szeluchin Giennadij Waganow Aleksiej Kuzniecow Nikołaj Anikin         | [ 74 ]                      |
| 1964, Innsbruck              | Szwecja Karl-Åke Asph Sixten Jernberg Janne Stefansson Assar Rönnlund                               | Finlandia Väinö Huhtala Arto Tiainen Kalevi Laurila Eero Mäntyranta                               | ZSRR Iwan Utrobin Giennadij Waganow Igor Woronczichin Pawieł Kołczin                | [ 75 ]                      |
| 1968, Grenoble               | Norwegia Odd Martinsen Pål Tyldum Harald Grønningen Ole Ellefsæter                                  | Szwecja Jan Halvarsson Bjarne Andersson Gunnar Larsson Assar Rönnlund                             | Finlandia Kalevi Oikarainen Hannu Taipale Kalevi Laurila Eero Mäntyranta            | [ 76 ]                      |
| 1972, Sapporo                | ZSRR Władimir Woronkow Jurij Skobow Fiodor Simaszow Wiaczesław Wiedienin                            | Norwegia Oddvar Brå Pål Tyldum Ivar Formo Johannes Harviken                                       | Szwajcaria Alfred Kälin Albert Giger Alois Kälin Eduard Hauser                      | [ 77 ]                      |
| 1976, Innsbruck              | Finlandia Matti Pitkänen Juha Mieto Pertti Teurajärvi Arto Koivisto                                 | Norwegia Pål Tyldum Einar Sagstuen Ivar Formo Odd Martinsen                                       | ZSRR Jewgenij Bielajew Nikołaj Bażukow Siergiej Sawieljew Iwan Garanin              | [ 78 ]                      |
| 1980, Lake Placid            | ZSRR Wasilij Roczew Nikołaj Bażukow Jewgenij Bielajew Nikołaj Zimiatow                              | Norwegia Lars Erik Eriksen Per Knut Aaland Ove Aunli Oddvar Brå                                   | Finlandia Harri Kirvesniemi Pertti Teurajärvi Matti Pitkänen Juha Mieto             | [ 79 ]                      |
| 1984, Sarajewo               | Szwecja Thomas Wassberg Benny Kohlberg Jan Ottosson Gunde Svan                                      | ZSRR Aleksandr Batiuk Aleksandr Zawjałow Władimir Nikitin Nikołaj Zimiatow                        | Finlandia Kari Ristanen Juha Mieto Harri Kirvesniemi Aki Karvonen                   | [ 80 ]                      |
| 1988, Calgary                | Szwecja Jan Ottosson Thomas Wassberg Gunde Svan Torgny Mogren                                       | ZSRR Władimir Smirnow Władimir Sachnow Michaił Diewiatjarow Aleksiej Prokurorow                   | Czechosłowacja Radim Nyč Václav Korunka Pavel Benc Ladislav Švanda                  | [ 81 ]                      |
| 1992, Albertville            | Norwegia Terje Langli Vegard Ulvang Kristen Skjeldal Bjørn Dæhlie                                   | Włochy Giuseppe Puliè Marco Albarello Giorgio Vanzetta Silvio Fauner                              | Finlandia Mika Kuusisto Harri Kirvesniemi Jari Räsänen Jari Isometsä                | [ 82 ]                      |
| 1994, Lillehammer            | Włochy Maurilio De Zolt Marco Albarello Giorgio Vanzetta Silvio Fauner                              | Norwegia Sture Sivertsen Vegard Ulvang Thomas Alsgaard Bjørn Dæhlie                               | Finlandia Mika Myllylä Harri Kirvesniemi Jari Räsänen Jari Isometsä                 | [ 83 ]                      |
| 1998, Nagano                 | Norwegia Sture Sivertsen Erling Jevne Bjørn Dæhlie Thomas Alsgaard                                  | Włochy Marco Albarello Fulvio Valbusa Fabio Maj Silvio Fauner                                     | Finlandia Harri Kirvesniemi Mika Myllylä Sami Repo Jari Isometsä                    | [ 84 ]                      |
| 2002, Salt Lake City         | Norwegia Anders Aukland Frode Estil Kristen Skjeldal Thomas Alsgaard                                | Włochy Fabio Maj Giorgio Di Centa Pietro Piller Cottrer Cristian Zorzi                            | Niemcy Jens Filbrich Andreas Schlütter Tobias Angerer René Sommerfeldt              | [ 85 ]                      |
| 2006, Turyn                  | Włochy Fulvio Valbusa Giorgio Di Centa Pietro Piller Cottrer Cristian Zorzi                         | Niemcy Andreas Schlütter Jens Filbrich René Sommerfeldt Tobias Angerer                            | Szwecja Mats Larsson Johan Olsson Anders Södergren Mathias Fredriksson              | [ 86 ]                      |
| 2010, Vancouver              | Szwecja Daniel Richardsson Johan Olsson Anders Södergren Marcus Hellner                             | Norwegia Martin Johnsrud Sundby Odd-Bjørn Hjelmeset Lars Berger Petter Northug                    | Czechy Martin Jakš Lukáš Bauer Jiří Magál Martin Koukal                             | [ 87 ] [ 88 ]               |
| 2014, Soczi                  | Szwecja Lars Nelson Daniel Richardsson Johan Olsson Marcus Hellner                                  | Rosja Dmitrij Japarow Aleksandr Biessmiertnych Aleksandr Legkow Maksim Wylegżanin                 | Francja Jean-Marc Gaillard Maurice Manificat Robin Duvillard Ivan Perrillat Boiteux | [ 89 ] [ 69 ] [ 10 ] [ 11 ] |
| 2018, Pjongczang             | Norwegia Didrik Tønseth Martin Johnsrud Sundby Simen Hegstad Krüger Johannes Høsflot Klæbo          | Olimpijscy sportowcy z Rosji Andriej Łarkow Aleksandr Bolszunow Aleksiej Czerwotkin Dienis Spicow | Francja Jean-Marc Gaillard Maurice Manificat Clément Parisse Adrien Backscheider    | [ 90 ]                      |
| 2022, Pekin                  | Rosyjski Komitet Olimpijski Aleksiej Czerwotkin Aleksandr Bolszunow Dienis Spicow Siergiej Ustiugow | Norwegia Emil Iversen Pål Golberg Hans Christer Holund Johannes Høsflot Klæbo                     | Francja Richard Jouve Hugo Lapalus Clément Parisse Maurice Manificat                | [ 91 ]                      |

### Bieg na 50 km
Bieg na 50 kilometrów to jedyna konkurencja biegowa rozgrywana nieprzerwanie od pierwszych zimowych igrzysk olimpijskich w 1924 roku. W latach 1924–1984, 1994, 2002, 2010 i 2018 bieg ten rozgrywany był techniką klasyczną, a w latach 1988–1992, 1998, 2006 i 2014 techniką dowolną. Od 2006 jest to także bieg masowy. W 2002 roku pierwsze miejsce w biegu na 50 km zajął Johann Mühlegg, jednak z uwagi na późniejszą dyskwalifikację za stosowanie środków dopingujących reprezentant Hiszpanii utracił złoty medal olimpijski. W 2014 roku złoty medal zdobył Aleksandr Legkow, a srebrny – Maksim Wylegżanin. U obu zawodników stwierdzono po igrzyskach, że stosowali niedopuszczalne środki dopingujące, co skutkowało ich dyskwalifikacją i utratą medali. W lutym 2018 roku dyskwalifikację uchylił Sportowy Sąd Arbitrażowy, dzięki czemu Rosjanie odzyskali medale.
W poniższym zestawieniu ujęci zostali wszyscy medaliści poszczególnych biegów w latach 1924–2018.
| Rok i miejsce                |            | Złoto             |           | Srebro                |           | Brąz                 | Źr.                          |
| ---------------------------- | ---------- | ----------------- | --------- | --------------------- | --------- | -------------------- | ---------------------------- |
| 1924, Chamonix               | Norwegia   | Thorleif Haug     | Norwegia  | Thoralf Strømstad     | Norwegia  | Johan Grøttumsbråten | [ 93 ]                       |
| 1928, Sankt Moritz           | Szwecja    | Per-Erik Hedlund  | Szwecja   | Gustaf Jonsson        | Szwecja   | Volger Andersson     | [ 94 ]                       |
| 1932, Lake Placid            | Finlandia  | Veli Saarinen     | Finlandia | Väinö Liikkanen       | Norwegia  | Arne Rustadstuen     | [ 95 ]                       |
| 1936, Garmisch-Partenkirchen | Szwecja    | Elis Wiklund      | Szwecja   | Axel Wikström         | Szwecja   | Nils-Joel Englund    | [ 96 ]                       |
| 1948, Sankt Moritz           | Szwecja    | Nils Karlsson     | Szwecja   | Harald Ericson        | Finlandia | Benjamin Vanninen    | [ 97 ]                       |
| 1952, Oslo                   | Finlandia  | Veikko Hakulinen  | Finlandia | Eero Kolehmainen      | Norwegia  | Magnar Estenstad     | [ 98 ]                       |
| 1956, Cortina d’Ampezzo      | Szwecja    | Sixten Jernberg   | Finlandia | Veikko Hakulinen      |           | Fiodor Tierientjew   | [ 99 ]                       |
| 1960, Squaw Valley           | Finlandia  | Kalevi Hämäläinen | Finlandia | Veikko Hakulinen      | Szwecja   | Rolf Rämgård         | [ 100 ]                      |
| 1964, Innsbruck              | Szwecja    | Sixten Jernberg   | Szwecja   | Assar Rönnlund        | Finlandia | Arto Tiainen         | [ 101 ]                      |
| 1968, Grenoble               | Norwegia   | Ole Ellefsæter    |           | Wiaczesław Wiedienin  |           | Josef Haas           | [ 102 ]                      |
| 1972, Sapporo                | Norwegia   | Pål Tyldum        | Norwegia  | Magne Myrmo           |           | Wiaczesław Wiedienin | [ 103 ]                      |
| 1976, Innsbruck              | Norwegia   | Ivar Formo        |           | Gert-Dietmar Klause   | Szwecja   | Benny Södergren      | [ 104 ]                      |
| 1980, Lake Placid            |            | Nikołaj Zimiatow  | Finlandia | Juha Mieto            |           | Aleksandr Zawjałow   | [ 105 ]                      |
| 1984, Sarajewo               | Szwecja    | Thomas Wassberg   | Szwecja   | Gunde Svan            | Finlandia | Aki Karvonen         | [ 106 ]                      |
| 1988, Calgary                | Szwecja    | Gunde Svan        | Włochy    | Maurilio De Zolt      |           | Andreas Grünenfelder | [ 107 ]                      |
| 1992, Albertville            | Norwegia   | Bjørn Dæhlie      | Włochy    | Maurilio De Zolt      | Włochy    | Giorgio Vanzetta     | [ 108 ]                      |
| 1994, Lillehammer            | Kazachstan | Władimir Smirnow  | Finlandia | Mika Myllylä          | Norwegia  | Sture Sivertsen      | [ 109 ]                      |
| 1998, Nagano                 | Norwegia   | Bjørn Dæhlie      | Szwecja   | Niklas Jonsson        | Austria   | Christian Hoffmann   | [ 110 ]                      |
| 2002, Salt Lake City         | Rosja      | Michaił Iwanow    | Estonia   | Andrus Veerpalu       | Norwegia  | Odd-Bjørn Hjelmeset  | [ 111 ]                      |
| 2006, Turyn                  | Włochy     | Giorgio Di Centa  | Rosja     | Jewgienij Diemientjew | Austria   | Michaił Botwinow     | [ 112 ]                      |
| 2010, Vancouver              | Norwegia   | Petter Northug    | Niemcy    | Axel Teichmann        | Szwecja   | Johan Olsson         | [ 113 ]                      |
| 2014, Soczi                  | Rosja      | Aleksandr Legkow  | Rosja     | Maksim Wylegżanin     | Rosja     | Ilja Czernousow      | [ 114 ] [ 69 ] [ 10 ] [ 11 ] |
| 2018, Pjongczang             | Finlandia  | Iivo Niskanen     |           | Aleksandr Bolszunow   |           | Andriej Łarkow       | [ 115 ]                      |

## Klasyfikacje medalowe

### Klasyfikacja zawodników
Stan na 13 lutego 2022
Poniżej znajduje się klasyfikacja wszystkich zawodników – medalistów zimowych igrzysk olimpijskich w biegach narciarskich. Pod uwagę wzięto zarówno biegi indywidualne, jak i drużynowe. W przypadku, gdy któryś z zawodników startował w barwach więcej niż jednego kraju, zostały wymienione wszystkie państwa, dla których zdobył przynajmniej jeden medal olimpijski. Jeżeli dwóch lub więcej zawodników zdobyło taką samą liczbę medali tego samego kruszcu, najpierw wzięto pod uwagę rok zdobycia pierwszego medalu olimpijskiego, a następnie porządek alfabetyczny.
| Miejsce | Zawodnik                 | Państwo                                                  | Lata      | Złoto | Srebro | Brąz | Razem |
| ------- | ------------------------ | -------------------------------------------------------- | --------- | ----- | ------ | ---- | ----- |
| 1.      | Bjørn Dæhlie             | Norwegia                                                 | 1992–1998 | 8     | 4      | –    | 12    |
| 2.      | Thomas Alsgaard          | Norwegia                                                 | 1992–2002 | 5     | 1      | –    | 6     |
| 3.      | Sixten Jernberg          | Szwecja                                                  | 1956–1964 | 4     | 3      | 2    | 9     |
| 4.      | Gunde Svan               | Szwecja                                                  | 1984–1988 | 4     | 1      | 1    | 6     |
| 4.      | Johannes Høsflot Klæbo   | Norwegia                                                 | 2018–2022 | 4     | 1      | 1    | 6     |
| 6.      | Nikołaj Zimiatow         | ZSRR                                                     | 1980–1984 | 4     | 1      | –    | 5     |
| 7.      | Thomas Wassberg          | Szwecja                                                  | 1980–1988 | 4     | –      | –    | 4     |
| 7.      | Dario Cologna            | Szwajcaria                                               | 2010–2018 | 4     | –      | –    | 4     |
| 9.      | Veikko Hakulinen         | Finlandia                                                | 1952–1960 | 3     | 3      | 1    | 7     |
| 10.     | Eero Mäntyranta          | Finlandia                                                | 1960–1968 | 3     | 2      | 2    | 7     |
| 11.     | Vegard Ulvang            | Norwegia                                                 | 1988–1998 | 3     | 2      | 1    | 6     |
| 12.     | Marcus Hellner           | Szwecja                                                  | 2010–2014 | 3     | 1      | –    | 4     |
| 13.     | Iivo Niskanen            | Finlandia                                                | 2014–2022 | 3     | –      | 1    | 4     |
| 14.     | Aleksandr Bolszunow      | Olimpijscy sportowcy z Rosji Rosyjski Komitet Olimpijski | 2018–2022 | 2     | 4      | 1    | 7     |
| 15.     | Harald Grønningen        | Norwegia                                                 | 1960–1968 | 2     | 3      | –    | 5     |
| 15.     | Pål Tyldum               | Norwegia                                                 | 1968–1976 | 2     | 3      | –    | 5     |
| 17.     | Martin Johnsrud Sundby   | Norwegia                                                 | 2010–2018 | 2     | 2      | 1    | 5     |
| 18.     | Hallgeir Brenden         | Norwegia                                                 | 1952–1960 | 2     | 2      | –    | 4     |
| 18.     | Frode Estil              | Norwegia                                                 | 2002–2006 | 2     | 2      | –    | 4     |
| 20.     | Johan Olsson             | Szwecja                                                  | 2006–2014 | 2     | 1      | 3    | 6     |
| 21.     | Wiaczesław Wiedienin     | ZSRR                                                     | 1968–1972 | 2     | 1      | 1    | 4     |
| 21.     | Petter Northug           | Norwegia                                                 | 2010      | 2     | 1      | 1    | 4     |
| 23.     | Giorgio Di Centa         | Włochy                                                   | 2002–2006 | 2     | 1      | –    | 3     |
| 23.     | Andrus Veerpalu          | Estonia                                                  | 2002–2006 | 2     | 1      | –    | 3     |
| 23.     | Simen Hegstad Krüger     | Norwegia                                                 | 2018      | 2     | 1      | –    | 3     |
| 26.     | Martin Lundström         | Szwecja                                                  | 1948–1952 | 2     | –      | 1    | 3     |
| 26.     | Nikołaj Bażukow          | ZSRR                                                     | 1976–1980 | 2     | –      | 1    | 3     |
| 26.     | Kristen Skjeldal         | Norwegia                                                 | 1992–2002 | 2     | –      | 1    | 3     |
| 26.     | Daniel Richardsson       | Szwecja                                                  | 2010–2014 | 2     | –      | 1    | 3     |
| 30.     | Thorleif Haug            | Norwegia                                                 | 1924      | 2     | –      | –    | 2     |
| 30.     | Ole Ellefsæter           | Norwegia                                                 | 1968      | 2     | –      | –    | 2     |
| 30.     | Jan Ottosson             | Szwecja                                                  | 1984–1988 | 2     | –      | –    | 2     |
| 30.     | Björn Lind               | Szwecja                                                  | 2006      | 2     | –      | –    | 2     |
| 34.     | Władimir Smirnow         | ZSRR Kazachstan                                          | 1988–1994 | 1     | 4      | 2    | 7     |
| 35.     | Marco Albarello          | Włochy                                                   | 1992–1998 | 1     | 3      | 1    | 5     |
| 35.     | Dienis Spicow            | Olimpijscy sportowcy z Rosji Rosyjski Komitet Olimpijski | 2018–2022 | 1     | 3      | 1    | 5     |
| 37.     | Juha Mieto               | Finlandia                                                | 1976–1984 | 1     | 2      | 2    | 5     |
| 37.     | Silvio Fauner            | Włochy                                                   | 1992–1998 | 1     | 2      | 2    | 5     |
| 39.     | Ivar Formo               | Norwegia                                                 | 1972–1976 | 1     | 2      | 1    | 4     |
| 39.     | Pietro Piller Cottrer    | Włochy                                                   | 2002–2010 | 1     | 2      | 1    | 4     |
| 41.     | Assar Rönnlund           | Szwecja                                                  | 1964–1968 | 1     | 2      | –    | 3     |
| 41.     | Odd Martinsen            | Norwegia                                                 | 1968–1976 | 1     | 2      | –    | 3     |
| 41.     | Maurilio De Zolt         | Włochy                                                   | 1988–1994 | 1     | 2      | –    | 3     |
| 44.     | Mika Myllylä             | Finlandia                                                | 1994–1998 | 1     | 1      | 4    | 6     |
| 45.     | Giorgio Vanzetta         | Włochy                                                   | 1992–1998 | 1     | 1      | 2    | 4     |
| 46.     | Johan Grøttumsbråten     | Norwegia                                                 | 1924–1928 | 1     | 1      | 1    | 3     |
| 46.     | Jewgenij Bielajew        | ZSRR                                                     | 1976–1980 | 1     | 1      | 1    | 3     |
| 46.     | Sture Sivertsen          | Norwegia                                                 | 1994–1998 | 1     | 1      | 1    | 3     |
| 46.     | Cristian Zorzi           | Włochy                                                   | 2002–2006 | 1     | 1      | 1    | 3     |
| 50.     | Nils Östensson           | Szwecja                                                  | 1948      | 1     | 1      | –    | 2     |
| 50.     | Tapio Mäkelä             | Finlandia                                                | 1952      | 1     | 1      | –    | 2     |
| 50.     | Håkon Brusveen           | Norwegia                                                 | 1960      | 1     | 1      | –    | 2     |
| 50.     | Väinö Huhtala            | Finlandia                                                | 1960–1964 | 1     | 1      | –    | 2     |
| 50.     | Fiodor Simaszow          | ZSRR                                                     | 1972      | 1     | 1      | –    | 2     |
| 50.     | Wasilij Roczew           | ZSRR                                                     | 1980      | 1     | 1      | –    | 2     |
| 50.     | Michaił Diewiatjarow     | ZSRR                                                     | 1988      | 1     | 1      | –    | 2     |
| 50.     | Aleksiej Prokurorow      | ZSRR                                                     | 1988      | 1     | 1      | –    | 2     |
| 50.     | Erling Jevne             | Norwegia                                                 | 1998      | 1     | 1      | –    | 2     |
| 50.     | Fulvio Valbusa           | Włochy                                                   | 1998–2006 | 1     | 1      | –    | 2     |
| 50.     | Tor Arne Hetland         | Norwegia                                                 | 2002–2006 | 1     | 1      | –    | 2     |
| 50.     | Jewgienij Diemientjew    | Rosja                                                    | 2006      | 1     | 1      | –    | 2     |
| 50.     | Nikita Kriukow           | Rosja                                                    | 2010–2014 | 1     | 1      | –    | 2     |
| 50.     | Aleksandr Legkow         | Rosja                                                    | 2014      | 1     | 1      | –    | 2     |
| 50.     | Aleksiej Czerwotkin      | Olimpijscy sportowcy z Rosji Rosyjski Komitet Olimpijski | 2018–2022 | 1     | 1      | –    | 2     |
| 65.     | Pawieł Kołczin           | ZSRR                                                     | 1956–1964 | 1     | –      | 3    | 4     |
| 66.     | Nikołaj Anikin           | ZSRR                                                     | 1956–1960 | 1     | –      | 2    | 3     |
| 67.     | Veli Saarinen            | Finlandia                                                | 1932      | 1     | –      | 1    | 2     |
| 67.     | Erik Larsson             | Szwecja                                                  | 1936      | 1     | –      | 1    | 2     |
| 67.     | Gunnar Eriksson          | Szwecja                                                  | 1948      | 1     | –      | 1    | 2     |
| 67.     | Nils Täpp                | Szwecja                                                  | 1948–1952 | 1     | –      | 1    | 2     |
| 67.     | Paavo Lonkila            | Finlandia                                                | 1952      | 1     | –      | 1    | 2     |
| 67.     | Fiodor Tierientjew       | ZSRR                                                     | 1956      | 1     | –      | 1    | 2     |
| 67.     | Arto Koivisto            | Finlandia                                                | 1976      | 1     | –      | 1    | 2     |
| 67.     | Matti Pitkänen           | Finlandia                                                | 1976–1980 | 1     | –      | 1    | 2     |
| 67.     | Siergiej Sawieljew       | ZSRR                                                     | 1976      | 1     | –      | 1    | 2     |
| 67.     | Pertti Teurajärvi        | Finlandia                                                | 1976–1980 | 1     | –      | 1    | 2     |
| 67.     | Terje Langli             | Norwegia                                                 | 1992      | 1     | –      | 1    | 2     |
| 67.     | Christian Hoffmann       | Austria                                                  | 1998–2002 | 1     | –      | 1    | 2     |
| 67.     | Thobias Fredriksson      | Szwecja                                                  | 2006      | 1     | –      | 1    | 2     |
| 67.     | Anders Södergren         | Szwecja                                                  | 2006–2010 | 1     | –      | 1    | 2     |
| 81.     | Per-Erik Hedlund         | Szwecja                                                  | 1928      | 1     | –      | –    | 1     |
| 81.     | Sven Utterström          | Szwecja                                                  | 1932      | 1     | –      | –    | 1     |
| 81.     | Kalle Jalkanen           | Finlandia                                                | 1936      | 1     | –      | –    | 1     |
| 81.     | Klaes Karppinen          | Finlandia                                                | 1936      | 1     | –      | –    | 1     |
| 81.     | Matti Lähde              | Szwecja                                                  | 1936      | 1     | –      | –    | 1     |
| 81.     | Sulo Nurmela             | Finlandia                                                | 1936      | 1     | –      | –    | 1     |
| 81.     | Elis Wiklund             | Szwecja                                                  | 1936      | 1     | –      | –    | 1     |
| 81.     | Nils Karlsson            | Szwecja                                                  | 1948      | 1     | –      | –    | 1     |
| 81.     | Heikki Hasu              | Finlandia                                                | 1952      | 1     | –      | –    | 1     |
| 81.     | Urpo Korhonen            | Finlandia                                                | 1952      | 1     | –      | –    | 1     |
| 81.     | Władimir Kuzin           | ZSRR                                                     | 1956      | 1     | –      | –    | 1     |
| 81.     | Toimi Alatalo            | Finlandia                                                | 1960      | 1     | –      | –    | 1     |
| 81.     | Kalevi Hämäläinen        | Finlandia                                                | 1960      | 1     | –      | –    | 1     |
| 81.     | Karl-Åke Asph            | Szwecja                                                  | 1964      | 1     | –      | –    | 1     |
| 81.     | Janne Stefansson         | Szwecja                                                  | 1964      | 1     | –      | –    | 1     |
| 81.     | Franco Nones             | Włochy                                                   | 1968      | 1     | –      | –    | 1     |
| 81.     | Sven-Åke Lundbäck        | Szwecja                                                  | 1972      | 1     | –      | –    | 1     |
| 81.     | Jurij Skobow             | ZSRR                                                     | 1972      | 1     | –      | –    | 1     |
| 81.     | Władimir Woronkow        | ZSRR                                                     | 1972      | 1     | –      | –    | 1     |
| 81.     | Benny Kohlberg           | Szwecja                                                  | 1984      | 1     | –      | –    | 1     |
| 81.     | Torgny Mogren            | Szwecja                                                  | 1988      | 1     | –      | –    | 1     |
| 81.     | Anders Aukland           | Norwegia                                                 | 2002      | 1     | –      | –    | 1     |
| 81.     | Michaił Iwanow           | Rosja                                                    | 2002      | 1     | –      | –    | 1     |
| 81.     | Øystein Pettersen        | Norwegia                                                 | 2010      | 1     | –      | –    | 1     |
| 81.     | Ola Vigen Hattestad      | Norwegia                                                 | 2014      | 1     | –      | –    | 1     |
| 81.     | Sami Jauhojärvi          | Finlandia                                                | 2014      | 1     | –      | –    | 1     |
| 81.     | Lars Nelson              | Szwecja                                                  | 2014      | 1     | –      | –    | 1     |
| 81.     | Didrik Tønseth           | Norwegia                                                 | 2018      | 1     | –      | –    | 1     |
| 81.     | Siergiej Ustiugow        | Rosyjski Komitet Olimpijski                              | 2022      | 1     | –      | –    | 1     |
| 110.    | Maksim Wylegżanin        | Rosja                                                    | 2014      | –     | 3      | –    | 3     |
| 111.    | Tobias Angerer           | Niemcy                                                   | 2002–2010 | –     | 2      | 2    | 4     |
| 112.    | Aleksandr Zawjałow       | ZSRR                                                     | 1980–1984 | –     | 2      | 1    | 3     |
| 113.    | Axel Wikström            | Szwecja                                                  | 1932–1936 | –     | 2      | –    | 2     |
| 113.    | Oddbjørn Hagen           | Norwegia                                                 | 1936      | –     | 2      | –    | 2     |
| 113.    | August Kiuru             | Finlandia                                                | 1948–1956 | –     | 2      | –    | 2     |
| 113.    | Oddvar Brå               | Norwegia                                                 | 1972–1980 | –     | 2      | –    | 2     |
| 113.    | Fabio Maj                | Włochy                                                   | 1998–2002 | –     | 2      | –    | 2     |
| 113.    | Axel Teichmann           | Niemcy                                                   | 2010      | –     | 2      | –    | 2     |
| 113.    | Federico Pellegrino      | Włochy                                                   | 2018–2022 | –     | 2      | –    | 2     |
| 120.    | Aki Karvonen             | Finlandia                                                | 1984      | –     | 1      | 2    | 3     |
| 120.    | Lukáš Bauer              | Czechy                                                   | 2006–2010 | –     | 1      | 2    | 3     |
| 122.    | Magnar Estenstad         | Norwegia                                                 | 1952      | –     | 1      | 1    | 2     |
| 122.    | Rolf Rämgård             | Szwecja                                                  | 1960      | –     | 1      | 1    | 2     |
| 122.    | Kalevi Laurila           | Finlandia                                                | 1964–1968 | –     | 1      | 1    | 2     |
| 122.    | Arto Tiainen             | Finlandia                                                | 1964      | –     | 1      | 1    | 2     |
| 122.    | Gunnar Larsson           | Szwecja                                                  | 1968      | –     | 1      | 1    | 2     |
| 122.    | Johannes Harviken        | Norwegia                                                 | 1972      | –     | 1      | 1    | 2     |
| 122.    | Ove Aunli                | Norwegia                                                 | 1980      | –     | 1      | 1    | 2     |
| 122.    | Michaił Botwinow         | Austria                                                  | 2002–2006 | –     | 1      | 1    | 2     |
| 122.    | Jens Filbrich            | Niemcy                                                   | 2002–2006 | –     | 1      | 1    | 2     |
| 122.    | Odd-Bjørn Hjelmeset      | Norwegia                                                 | 2002–2010 | –     | 1      | 1    | 2     |
| 122.    | Andreas Schlütter        | Niemcy                                                   | 2002–2006 | –     | 1      | 1    | 2     |
| 122.    | René Sommerfeldt         | Niemcy                                                   | 2002–2006 | –     | 1      | 1    | 2     |
| 122.    | Teodor Peterson          | Szwecja                                                  | 2014      | –     | 1      | 1    | 2     |
| 122.    | Hans Christer Holund     | Norwegia                                                 | 2018–2022 | –     | 1      | 1    | 2     |
| 122.    | Andriej Łarkow           | Olimpijscy sportowcy z Rosji                             | 2018      | –     | 1      | 1    | 2     |
| 137.    | Thoralf Strømstad        | Norwegia                                                 | 1924      | –     | 1      | –    | 1     |
| 137.    | Ole Hegge                | Norwegia                                                 | 1928      | –     | 1      | –    | 1     |
| 137.    | Gustaf Jonsson           | Szwecja                                                  | 1928      | –     | 1      | –    | 1     |
| 137.    | Väinö Liikkanen          | Finlandia                                                | 1932      | –     | 1      | –    | 1     |
| 137.    | Sverre Brodahl           | Norwegia                                                 | 1936      | –     | 1      | –    | 1     |
| 137.    | Olaf Hoffsbakken         | Norwegia                                                 | 1936      | –     | 1      | –    | 1     |
| 137.    | Bjarne Iversen           | Norwegia                                                 | 1936      | –     | 1      | –    | 1     |
| 137.    | Harald Ericson           | Szwecja                                                  | 1948      | –     | 1      | –    | 1     |
| 137.    | Teuvo Laukkanen          | Finlandia                                                | 1948      | –     | 1      | –    | 1     |
| 137.    | Sauli Rytky              | Finlandia                                                | 1948      | –     | 1      | –    | 1     |
| 137.    | Lauri Silvennoinen       | Finlandia                                                | 1948      | –     | 1      | –    | 1     |
| 137.    | Mikal Kirkholt           | Norwegia                                                 | 1952      | –     | 1      | –    | 1     |
| 137.    | Eero Kolehmainen         | Finlandia                                                | 1952      | –     | 1      | –    | 1     |
| 137.    | Martin Stokken           | Norwegia                                                 | 1952      | –     | 1      | –    | 1     |
| 137.    | Jorma Kortelainen        | Finlandia                                                | 1956      | –     | 1      | –    | 1     |
| 137.    | Arvo Viitanen            | Finlandia                                                | 1956      | –     | 1      | –    | 1     |
| 137.    | Einar Østby              | Norwegia                                                 | 1960      | –     | 1      | –    | 1     |
| 137.    | Bjarne Andersson         | Szwecja                                                  | 1968      | –     | 1      | –    | 1     |
| 137.    | Jan Halvarsson           | Szwecja                                                  | 1968      | –     | 1      | –    | 1     |
| 137.    | Magne Myrmo              | Norwegia                                                 | 1972      | –     | 1      | –    | 1     |
| 137.    | Gert-Dietmar Klause      | NRD                                                      | 1976      | –     | 1      | –    | 1     |
| 137.    | Bill Koch                | USA                                                      | 1976      | –     | 1      | –    | 1     |
| 137.    | Einar Sagstuen           | Norwegia                                                 | 1976      | –     | 1      | –    | 1     |
| 137.    | Per Knut Aaland          | Norwegia                                                 | 1980      | –     | 1      | –    | 1     |
| 137.    | Lars Erik Eriksen        | Norwegia                                                 | 1980      | –     | 1      | –    | 1     |
| 137.    | Ołeksandr Batiuk         | ZSRR                                                     | 1984      | –     | 1      | –    | 1     |
| 137.    | Władimir Nikitin         | ZSRR                                                     | 1984      | –     | 1      | –    | 1     |
| 137.    | Pål Gunnar Mikkelsplass  | Norwegia                                                 | 1988      | –     | 1      | –    | 1     |
| 137.    | Władimir Sachnow         | ZSRR                                                     | 1988      | –     | 1      | –    | 1     |
| 137.    | Giuseppe Puliè           | Włochy                                                   | 1992      | –     | 1      | –    | 1     |
| 137.    | Markus Gandler           | Austria                                                  | 1998      | –     | 1      | –    | 1     |
| 137.    | Niklas Jonsson           | Szwecja                                                  | 1998      | –     | 1      | –    | 1     |
| 137.    | Peter Schlickenrieder    | Niemcy                                                   | 2002      | –     | 1      | –    | 1     |
| 137.    | Roddy Darragon           | Francja                                                  | 2006      | –     | 1      | –    | 1     |
| 137.    | Jens Arne Svartedal      | Norwegia                                                 | 2006      | –     | 1      | –    | 1     |
| 137.    | Lars Berger              | Norwegia                                                 | 2010      | –     | 1      | –    | 1     |
| 137.    | Aleksandr Panżynski      | Rosja                                                    | 2010      | –     | 1      | –    | 1     |
| 137.    | Tim Tscharnke            | Niemcy                                                   | 2010      | –     | 1      | –    | 1     |
| 137.    | Aleksandr Biessmiertnych | Rosja                                                    | 2014      | –     | 1      | –    | 1     |
| 137.    | Dmitrij Japarow          | Rosja                                                    | 2014      | –     | 1      | –    | 1     |
| 137.    | Pål Golberg              | Norwegia                                                 | 2022      | –     | 1      | –    | 1     |
| 137.    | Emil Iversen             | Norwegia                                                 | 2022      | –     | 1      | –    | 1     |
| 179.    | Harri Kirvesniemi        | Finlandia                                                | 1980–1998 | –     | –      | 6    | 6     |
| 180.    | Maurice Manificat        | Francja                                                  | 2014–2022 | –     | –      | 4    | 4     |
| 181.    | Jari Isometsä            | Finlandia                                                | 1992–1998 | –     | –      | 3    | 3     |
| 182.    | Giennadij Waganow        | ZSRR                                                     | 1960–1964 | –     | –      | 2    | 2     |
| 182.    | Igor Woronczichin        | ZSRR                                                     | 1964      | –     | –      | 2    | 2     |
| 182.    | Iwan Garanin             | ZSRR                                                     | 1976      | –     | –      | 2    | 2     |
| 182.    | Jari Räsänen             | Finlandia                                                | 1992–1994 | –     | –      | 2    | 2     |
| 182.    | Jean-Marc Gaillard       | Francja                                                  | 2014–2018 | –     | –      | 2    | 2     |
| 182.    | Emil Jönsson             | Szwecja                                                  | 2014      | –     | –      | 2    | 2     |
| 182.    | Richard Jouve            | Francja                                                  | 2018–2022 | –     | –      | 2    | 2     |
| 182.    | Clément Parisse          | Francja                                                  | 2018–2022 | –     | –      | 2    | 2     |
| 190.    | Tapani Niku              | Finlandia                                                | 1924      | –     | –      | 1    | 1     |
| 190.    | Volger Andersson         | Szwecja                                                  | 1928      | –     | –      | 1    | 1     |
| 190.    | Reidar Ødegaard          | Norwegia                                                 | 1928      | –     | –      | 1    | 1     |
| 190.    | Arne Rustadstuen         | Norwegia                                                 | 1932      | –     | –      | 1    | 1     |
| 190.    | John Berger              | Szwecja                                                  | 1936      | –     | –      | 1    | 1     |
| 190.    | Nils-Joel Englund        | Szwecja                                                  | 1936      | –     | –      | 1    | 1     |
| 190.    | Arthur Häggblad          | Szwecja                                                  | 1936      | –     | –      | 1    | 1     |
| 190.    | Martin Matsbo            | Szwecja                                                  | 1936      | –     | –      | 1    | 1     |
| 190.    | Pekka Niemi              | Finlandia                                                | 1936      | –     | –      | 1    | 1     |
| 190.    | Erling Evensen           | Norwegia                                                 | 1948      | –     | –      | 1    | 1     |
| 190.    | Olav Hagen               | Norwegia                                                 | 1948      | –     | –      | 1    | 1     |
| 190.    | Reidar Nyborg            | Norwegia                                                 | 1948      | –     | –      | 1    | 1     |
| 190.    | Olav Økern               | Norwegia                                                 | 1948      | –     | –      | 1    | 1     |
| 190.    | Benjamin Vanninen        | Norwegia                                                 | 1948      | –     | –      | 1    | 1     |
| 190.    | Sigurd Andersson         | Szwecja                                                  | 1952      | –     | –      | 1    | 1     |
| 190.    | Enar Josefsson           | Szwecja                                                  | 1952      | –     | –      | 1    | 1     |
| 190.    | Lennart Larsson          | Szwecja                                                  | 1956      | –     | –      | 1    | 1     |
| 190.    | Per-Erik Larsson         | Szwecja                                                  | 1956      | –     | –      | 1    | 1     |
| 190.    | Gunnar Samuelsson        | Szwecja                                                  | 1956      | –     | –      | 1    | 1     |
| 190.    | Aleksiej Kuzniecow       | ZSRR                                                     | 1960      | –     | –      | 1    | 1     |
| 190.    | Anatolij Szeluchin       | ZSRR                                                     | 1960      | –     | –      | 1    | 1     |
| 190.    | Iwan Utrobin             | ZSRR                                                     | 1964      | –     | –      | 1    | 1     |
| 190.    | Josef Haas               | Szwajcaria                                               | 1968      | –     | –      | 1    | 1     |
| 190.    | Kalevi Oikarainen        | Finlandia                                                | 1968      | –     | –      | 1    | 1     |
| 190.    | Hannu Taipale            | Finlandia                                                | 1968      | –     | –      | 1    | 1     |
| 190.    | Albert Giger             | Szwajcaria                                               | 1972      | –     | –      | 1    | 1     |
| 190.    | Eduard Hauser            | Szwajcaria                                               | 1972      | –     | –      | 1    | 1     |
| 190.    | Alfred Kälin             | Szwajcaria                                               | 1972      | –     | –      | 1    | 1     |
| 190.    | Alois Kälin              | Szwajcaria                                               | 1972      | –     | –      | 1    | 1     |
| 190.    | Benny Södergren          | Szwecja                                                  | 1976      | –     | –      | 1    | 1     |
| 190.    | Iwan Lebanow             | Bułgaria                                                 | 1980      | –     | –      | 1    | 1     |
| 190.    | Kari Ristanen            | Finlandia                                                | 1984      | –     | –      | 1    | 1     |
| 190.    | Pavel Benc               | Czechosłowacja                                           | 1988      | –     | –      | 1    | 1     |
| 190.    | Andreas Grünenfelder     | Szwajcaria                                               | 1988      | –     | –      | 1    | 1     |
| 190.    | Václav Korunka           | Czechosłowacja                                           | 1988      | –     | –      | 1    | 1     |
| 190.    | Radim Nyč                | Czechosłowacja                                           | 1988      | –     | –      | 1    | 1     |
| 190.    | Ladislav Švanda          | Czechosłowacja                                           | 1988      | –     | –      | 1    | 1     |
| 190.    | Mika Kuusisto            | Finlandia                                                | 1992      | –     | –      | 1    | 1     |
| 190.    | Christer Majbäck         | Szwecja                                                  | 1992      | –     | –      | 1    | 1     |
| 190.    | Sami Repo                | Finlandia                                                | 1998      | –     | –      | 1    | 1     |
| 190.    | Per Elofsson             | Szwecja                                                  | 2002      | –     | –      | 1    | 1     |
| 190.    | Jaak Mae                 | Estonia                                                  | 2002      | –     | –      | 1    | 1     |
| 190.    | Iwan Ałypow              | Rosja                                                    | 2006      | –     | –      | 1    | 1     |
| 190.    | Mathias Fredriksson      | Szwecja                                                  | 2006      | –     | –      | 1    | 1     |
| 190.    | Mats Larsson             | Szwecja                                                  | 2006      | –     | –      | 1    | 1     |
| 190.    | Wasilij Roczew           | Rosja                                                    | 2006      | –     | –      | 1    | 1     |
| 190.    | Martin Jakš              | Czechy                                                   | 2010      | –     | –      | 1    | 1     |
| 190.    | Martin Koukal            | Czechy                                                   | 2010      | –     | –      | 1    | 1     |
| 190.    | Jiří Magál               | Czechy                                                   | 2010      | –     | –      | 1    | 1     |
| 190.    | Nikołaj Moriłow          | Rosja                                                    | 2010      | –     | –      | 1    | 1     |
| 190.    | Aleksiej Pietuchow       | Rosja                                                    | 2010      | –     | –      | 1    | 1     |
| 190.    | Ilja Czernousow          | Rosja                                                    | 2014      | –     | –      | 1    | 1     |
| 190.    | Robin Duvillard          | Francja                                                  | 2014      | –     | –      | 1    | 1     |
| 190.    | Ivan Perrillat Boiteux   | Francja                                                  | 2014      | –     | –      | 1    | 1     |
| 190.    | Adrien Backscheider      | Francja                                                  | 2018      | –     | –      | 1    | 1     |
| 190.    | Hugo Lapalus             | Francja                                                  | 2022      | –     | –      | 1    | 1     |
| 190.    | Aleksandr Tierientjew    | Rosyjski Komitet Olimpijski                              | 2022      | –     | –      | 1    | 1     |

#### Klasyfikacja medalistów w konkurencjach indywidualnych
Poniższa tabela przedstawia zawodników, którzy zdobyli dwa lub więcej medali igrzysk olimpijskich w konkurencjach indywidualnych w biegach narciarskich, w tym przynajmniej jeden złoty. Uwzględnione zostały tylko medale zdobyte w biegach indywidualnych. Nie uwzględniono natomiast biegów sztafetowych i sprintu drużynowego. W przypadku, gdy któryś z zawodników startował w barwach więcej niż jednego państwa, wymienione zostały wszystkie kraje, które reprezentował.
| Miejsce | Zawodnik               | Państwo                                                  | Złoto | Srebro | Brąz | Razem |
| ------- | ---------------------- | -------------------------------------------------------- | ----- | ------ | ---- | ----- |
| 1.      | Bjørn Dæhlie           | Norwegia                                                 | 6     | 3      | –    | 9     |
| 2.      | Dario Cologna          | Szwajcaria                                               | 4     | –      | –    | 4     |
| 3.      | Sixten Jernberg        | Szwecja                                                  | 3     | 3      | 1    | 7     |
| 4.      | Nikołaj Zimiatow       | ZSRR                                                     | 3     | –      | –    | 3     |
| 4.      | Thomas Alsgaard        | Norwegia                                                 | 3     | –      | –    | 3     |
| 6.      | Veikko Hakulinen       | Finlandia                                                | 2     | 2      | 1    | 5     |
| 7.      | Eero Mäntyranta        | Finlandia                                                | 2     | 1      | 1    | 4     |
| 7.      | Wiaczesław Wiedienin   | ZSRR                                                     | 2     | 1      | 1    | 4     |
| 7.      | Gunde Svan             | Szwecja                                                  | 2     | 1      | 1    | 4     |
| 7.      | Vegard Ulvang          | Norwegia                                                 | 2     | 1      | 1    | 4     |
| 11.     | Andrus Veerpalu        | Estonia                                                  | 2     | 1      | –    | 3     |
| 12.     | Johannes Høsflot Klæbo | Norwegia                                                 | 2     | –      | 1    | 3     |
| 12.     | Iivo Niskanen          | Finlandia                                                | 2     | –      | 1    | 3     |
| 14.     | Thorleif Haug          | Norwegia                                                 | 2     | –      | –    | 2     |
| 14.     | Hallgeir Brenden       | Norwegia                                                 | 2     | –      | –    | 2     |
| 14.     | Thomas Wassberg        | Szwecja                                                  | 2     | –      | –    | 2     |
| 14.     | Marcus Hellner         | Szwecja                                                  | 2     | –      | –    | 2     |
| 18.     | Władimir Smirnow       | ZSRR Kazachstan                                          | 1     | 3      | 2    | 6     |
| 19.     | Aleksandr Bolszunow    | Olimpijscy sportowcy z Rosji Rosyjski Komitet Olimpijski | 1     | 2      | 1    | 4     |
| 20.     | Harald Grønningen      | Norwegia                                                 | 1     | 2      | –    | 3     |
| 21.     | Mika Myllylä           | Finlandia                                                | 1     | 1      | 2    | 4     |
| 22.     | Johan Grøttumsbråten   | Norwegia                                                 | 1     | 1      | 1    | 3     |
| 23.     | Pål Tyldum             | Norwegia                                                 | 1     | 1      | –    | 2     |
| 23.     | Frode Estil            | Norwegia                                                 | 1     | 1      | –    | 2     |
| 23.     | Jewgienij Diemientjew  | Rosja                                                    | 1     | 1      | –    | 2     |
| 23.     | Simen Hegstad Krüger   | Norwegia                                                 | 1     | 1      | –    | 2     |
| 27.     | Veli Saarinen          | Finlandia                                                | 1     | –      | 1    | 2     |
| 27.     | Ivar Formo             | Norwegia                                                 | 1     | –      | 1    | 2     |
| 27.     | Christian Hoffmann     | Austria                                                  | 1     | –      | 1    | 2     |
| 27.     | Petter Northug         | Norwegia                                                 | 1     | –      | 1    | 2     |

### Klasyfikacja państw
W poniższej tabeli przedstawione zostały państwa, które zdobyły przynajmniej jeden medal igrzysk olimpijskich w konkurencjach indywidualnych bądź drużynowych w biegach narciarskich.
| Miejsce | Państwo                      | Złoto | Srebro | Brąz | Razem |
| ------- | ---------------------------- | ----- | ------ | ---- | ----- |
| 1.      | Norwegia                     | 35    | 19     | 17   | 81    |
| 2.      | Szwecja                      | 23    | 16     | 20   | 59    |
| 3.      | Finlandia                    | 14    | 13     | 20   | 47    |
| 4.      | ZSRR                         | 11    | 8      | 12   | 31    |
| 5.      | Włochy                       | 4     | 9      | 7    | 20    |
| 6.      | Rosja                        | 4     | 3      | 3    | 10    |
| 7.      | Szwajcaria                   | 4     | –      | 3    | 7     |
| 8.      | Rosyjski Komitet Olimpijski  | 2     | 2      | 1    | 5     |
| 9.      | Estonia                      | 2     | 1      | 1    | 4     |
| 10.     | Austria                      | 1     | 2      | 2    | 5     |
| 11.     | Kazachstan                   | 1     | 2      | 1    | 4     |
| 12.     | Niemcy                       | –     | 5      | 2    | 7     |
| 13.     | Olimpijscy sportowcy z Rosji | –     | 3      | 3    | 6     |
| 14.     | Francja                      | –     | 1      | 4    | 5     |
| 15.     | Czechy                       | –     | 1      | 2    | 3     |
| 16.     | NRD                          | –     | 1      | –    | 1     |
| 16.     | USA                          | –     | 1      | –    | 1     |
| 18.     | Bułgaria                     | –     | –      | 1    | 1     |
| 18.     | Czechosłowacja               | –     | –      | 1    | 1     |

#### Klasyfikacja państw w konkurencjach drużynowych
W poniższej tabeli zostały zawarte państwa, które zdobyły przynajmniej jeden medal olimpijski w konkurencjach drużynowych w biegach narciarskich – sztafecie lub sprincie drużynowym.
| Miejsce | Państwo                      | Złoto | Srebro | Brąz | Razem |
| ------- | ---------------------------- | ----- | ------ | ---- | ----- |
| 1.      | Norwegia                     | 7     | 10     | 1    | 18    |
| 2.      | Szwecja                      | 7     | 1      | 5    | 13    |
| 3.      | Finlandia                    | 5     | 3      | 6    | 14    |
| 4.      | ZSRR                         | 3     | 2      | 3    | 8     |
| 5.      | Włochy                       | 2     | 3      | –    | 5     |
| 6.      | Rosyjski Komitet Olimpijski  | 1     | –      | –    | 1     |
| 7.      | Rosja                        | –     | 2      | 2    | 4     |
| 8.      | Niemcy                       | –     | 2      | 1    | 3     |
| 9.      | Olimpijscy sportowcy z Rosji | –     | 2      | –    | 2     |
| 10.     | Francja                      | –     | –      | 4    | 4     |
| 11.     | Czechosłowacja               | –     | –      | 1    | 1     |
| 11.     | Czechy                       | –     | –      | 1    | 1     |
| 11.     | Szwajcaria                   | –     | –      | 1    | 1     |

#### Klasyfikacja państw według lat
W poniższej tabeli zestawiono państwa według liczby medali zdobytych w biegach narciarskich mężczyzn podczas kolejnych edycji zimowych igrzysk olimpijskich. Przedstawiono sumę wszystkich medali (złotych, srebrnych i brązowych) we wszystkich konkurencjach łącznie.
| Państwo                      | '24 | '28 | '32 | '36 | '48 | '52 | '56 | '60 | '64 | '68 | '72 | '76 | '80 | '84 | '88 | '92 | '94 | '98 | '02 | '06 | '10 | '14 | '18 | '22 | suma |
| ---------------------------- | --- | --- | --- | --- | --- | --- | --- | --- | --- | --- | --- | --- | --- | --- | --- | --- | --- | --- | --- | --- | --- | --- | --- | --- | ---- |
| Austria                      | –   | –   | –   | –   | –   | –   | –   | –   | –   | –   | –   | –   | –   | –   | –   | –   | –   | 2   | 2   | 1   | –   | –   | –   | –   | 5    |
| Bułgaria                     | –   | –   | –   | –   | –   | –   | –   | –   | –   | –   | –   | –   | 1   | –   | –   | –   | –   | –   | –   | –   | –   | –   | –   | –   | 1    |
| Czechosłowacja               | –   | –   | –   | –   | –   | –   | –   | –   | –   | –   | –   | –   | –   | –   | 1   | –   | –   | –   | –   | –   | –   | –   | –   | –   | 1    |
| Czechy                       | –   | –   | –   | –   | –   | –   | –   | –   | –   | –   | –   | –   | –   | –   | –   | –   | –   | –   | –   | 1   | 2   | –   | –   | –   | 3    |
| Estonia                      | –   | –   | –   | –   | –   | –   | –   | –   | –   | –   | –   | –   | –   | –   | –   | –   | –   | –   | 3   | 1   | –   | –   | –   | –   | 4    |
| Finlandia                    | 1   | –   | 3   | 2   | 2   | 5   | 3   | 4   | 4   | 3   | –   | 2   | 3   | 4   | –   | 1   | 3   | 3   | –   | –   | –   | 1   | 1   | 2   | 47   |
| Francja                      | –   | –   | –   | –   | –   | –   | –   | –   | –   | –   | –   | –   | –   | –   | –   | –   | –   | –   | –   | 1   | –   | 1   | 2   | 1   | 5    |
| Kazachstan                   | –   | –   | –   | –   | –   | –   | –   | –   | –   | –   | –   | –   | –   | –   | –   | –   | 3   | 1   | –   | –   | –   | –   | –   | –   | 4    |
| Niemcy                       | –   | –   | –   | –   | –   | –   | –   | –   | –   | –   | –   | –   | –   | –   | –   | –   | –   | –   | 2   | 2   | 3   | –   | –   | –   | 7    |
| Norwegia                     | 5   | 3   | 1   | 2   | 1   | 3   | 1   | 2   | 2   | 4   | 6   | 2   | 2   | –   | 2   | 8   | 6   | 6   | 7   | 2   | 4   | 2   | 7   | 3   | 81   |
| NRD                          | –   | –   | –   | –   | –   | –   | –   | –   | –   | –   | –   | –   | 1   | –   | –   | –   | –   | –   | –   | –   | –   | –   | –   | –   | 1    |
| Olimpijscy sportowcy z Rosji | –   | –   | –   | –   | –   | –   | –   | –   | –   | –   | –   | –   | –   | –   | –   | –   | –   | –   | –   | –   | –   | –   | 6   | –   | 6    |
| Rosja                        | –   | –   | –   | –   | –   | –   | –   | –   | –   | –   | –   | –   | –   | –   | –   | –   | –   | –   | 1   | 3   | 3   | 5   | –   | –   | 12   |
| Rosyjski Komitet Olimpijski  | –   | –   | –   | –   | –   | –   | –   | –   | –   | –   | –   | –   | –   | –   | –   | –   | –   | –   | –   | –   | –   | –   | –   | 5   | 5    |
| Szwajcaria                   | –   | –   | –   | –   | –   | –   | –   | –   | –   | 1   | 1   | –   | –   | –   | 1   | –   | –   | –   | –   | –   | 1   | 2   | 1   | –   | 7    |
| Szwecja                      | –   | 3   | 2   | 5   | 6   | 1   | 4   | 4   | 4   | 2   | 1   | 1   | 1   | 5   | 2   | 1   | –   | 1   | 1   | 4   | 4   | 7   | –   | –   | 59   |
| USA                          | –   | –   | –   | –   | –   | –   | –   | –   | –   | –   | –   | –   | 1   | –   | –   | –   | –   | –   | –   | –   | –   | –   | –   | –   | 1    |
| Włochy                       | –   | –   | –   | –   | –   | –   | –   | –   | –   | 1   | –   | –   | –   | –   | 1   | 5   | 3   | 2   | 2   | 3   | 1   | –   | 1   | 1   | 20   |
| ZSRR                         | –   | –   | –   | –   | –   | –   | 4   | 2   | 2   | 1   | 4   | 5   | 5   | 3   | 5   | –   | –   | –   | –   | –   | –   | –   | –   | –   | 31   |
| Suma                         | 6   | 6   | 6   | 9   | 9   | 9   | 12  | 12  | 12  | 12  | 12  | 12  | 12  | 12  | 12  | 15  | 15  | 15  | 18  | 18  | 18  | 18  | 18  | 12  | 300  |

#### Klasyfikacja państw według konkurencji
W poniższej tabeli przedstawiono liczbę medali olimpijskich zdobytych przez poszczególne państwa w konkurencjach biegów narciarskich mężczyzn. Zastosowano skróty używane przez Międzynarodową Federację Narciarską:
- SP – sprint indywidualny,
- TSP – sprint drużynowy,
- 10k – bieg indywidualny na 10 km,
- 15k – bieg indywidualny na 15 km,
- 18k – bieg indywidualny na 18 km,
- PUR – biegi łączone i pościgowe (10 + 15 km, 2 × 10 km, 2 × 15 km),
- 30k – bieg indywidualny na 30 km,
- TE – sztafeta 4 × 10 km,
- 50k – bieg indywidualny/masowy na 50 km.

| Państwo                      | SP | TSP | 10k | 15k | 18k | PUR | 30k | TE | 50k | Suma |
| ---------------------------- | -- | --- | --- | --- | --- | --- | --- | -- | --- | ---- |
| Austria                      | –  | –   | 1   | –   | –   | –   | 2   | –  | 2   | 5    |
| Bułgaria                     | –  | –   | –   | –   | –   | –   | 1   | –  | –   | 1    |
| Czechosłowacja               | –  | –   | –   | –   | –   | –   | –   | 1  | –   | 1    |
| Czechy                       | –  | –   | –   | 2   | –   | –   | –   | 1  | –   | 3    |
| Estonia                      | –  | –   | –   | 3   | –   | –   | –   | –  | 1   | 4    |
| Finlandia                    | –  | 1   | 1   | 8   | 5   | 1   | 5   | 13 | 13  | 47   |
| Francja                      | 1  | 1   | –   | –   | –   | –   | –   | 3  | –   | 5    |
| Kazachstan                   | –  | –   | 1   | –   | –   | 2   | –   | –  | 1   | 4    |
| Niemcy                       | 1  | 1   | –   | 1   | –   | 1   | –   | 2  | 1   | 7    |
| Norwegia                     | 5  | 3   | 3   | 10  | 7   | 12  | 12  | 15 | 14  | 81   |
| NRD                          | –  | –   | –   | –   | –   | –   | –   | –  | 1   | 1    |
| Olimpijscy sportowcy z Rosji | 1  | 1   | –   | 1   | –   | –   | –   | 1  | 2   | 6    |
| Rosja                        | 2  | 3   | –   | –   | –   | 1   | –   | 1  | 5   | 12   |
| Rosyjski Komitet Olimpijski  | 1  | –   | –   | 1   | –   | 2   | –   | 1  | –   | 5    |
| Szwajcaria                   | –  | –   | –   | 3   | –   | 1   | –   | 1  | 2   | 7    |
| Szwecja                      | 4  | 2   | 1   | 9   | 6   | 4   | 4   | 11 | 18  | 59   |
| USA                          | –  | –   | –   | –   | –   | –   | 1   | –  | –   | 1    |
| Włochy                       | 3  | –   | 2   | 1   | –   | 3   | 2   | 5  | 4   | 20   |
| ZSRR                         | –  | –   | –   | 6   | –   | –   | 12  | 8  | 5   | 31   |
| Suma                         | 18 | 12  | 9   | 45  | 18  | 30  | 39  | 63 | 69  | 300  |